# Inspectoratul Școlar Toronto

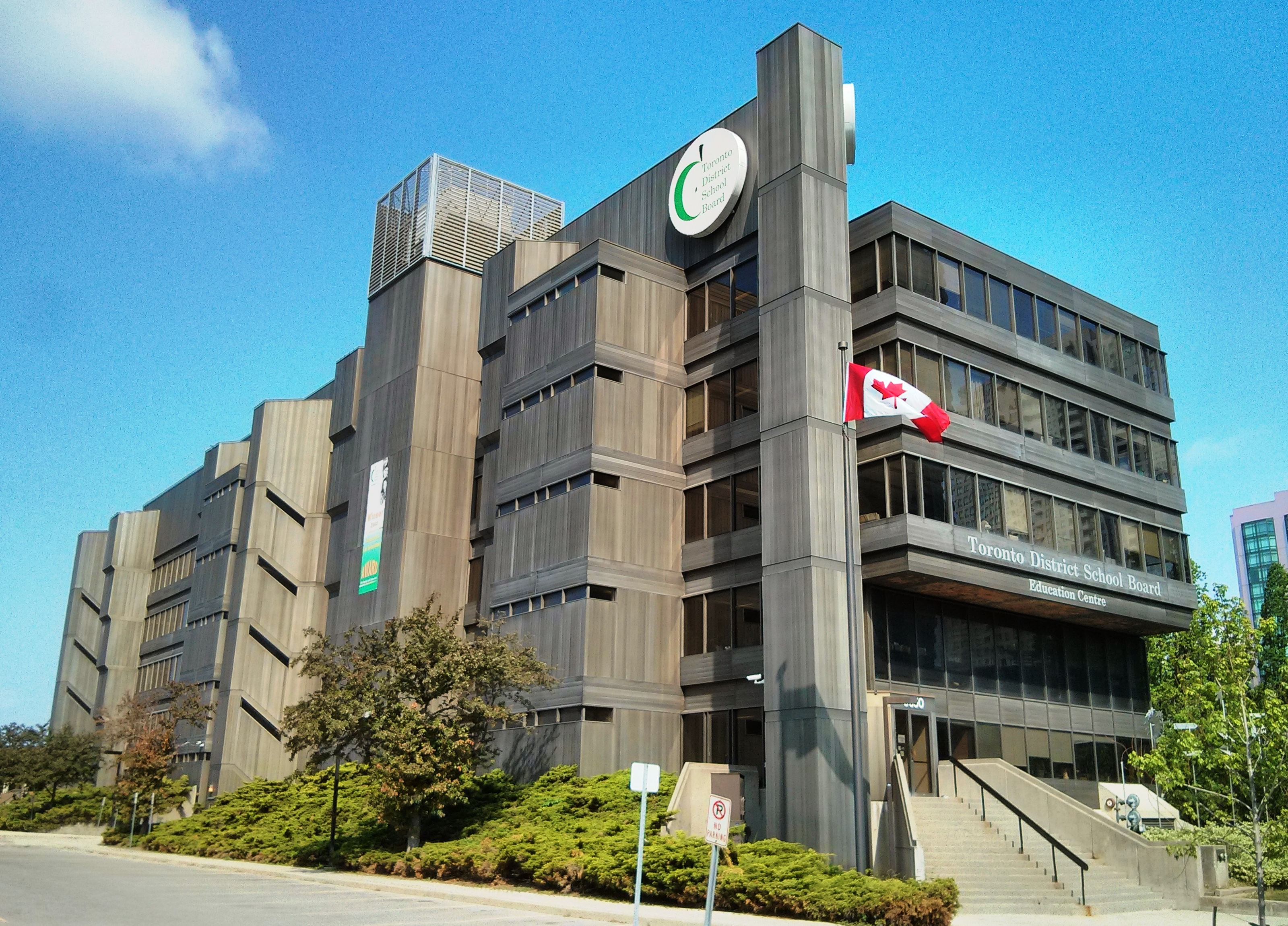
Sediul inspectoratului

Inspectoratul Școlar Toronto (engleză Toronto District School Board, abreviat TDSB; cunoscut înainte de 1999 ca English-language Public District School Board No. 12) este instituția care administrează sistemul de școli publice cu predare în limba engleză din Toronto, Ontario, Canada. 
Adresa sediului TDSB se află la 5050 Yonge Street, (North York (en), Toronto, Ontario, M2N 5N8. TDSB este cel mai mare inspectorat școlar din Canada și al patrulea din America de Nord.
În afara de TDSB, în Toronto, mai există inspectoratul școlilor publice cu predare în limba franceză (Conseil scolaire Viamonde (en)), inspectoratul școlilor catolice cu predare în limba engleză (Toronto Catholic District School Board (en)) și inspectoratul școlilor catolice cu predare în limba franceză (Conseil scolaire de district catholique Centre-Sud (en)). 

## Istoric
TDSB a luat ființă în anul 1998 prin unirea fostelor inspectorate municipale: Board of Education for the City of York (en), East York Board of Education (en), North York Board of Education (en), Scarborough Board of Education (en), Etobicoke Board of Education (en) și Toronto Board of Education (en).
Cu această ocazie, Metropolitan Toronto School Board (en), o organizație creată în 1953 pentru a coordona activitățile școlilor și a repartiza echitabil încasările din taxe în zona metropolitană Toronto (en) s-a desființat, funcțiile sale fiind preluate de noul inspectorat.

## Organizare
Misiunea inspectoratului este „de a permite tuturor elevilor să atingă un înalt nivel și să obțină cunoștințele, abilitățile și valorile de care au nevoie pentru a fi membri cu simț de răspundere ai societății democratice.”
În cele circa 600 de școli învață peste 250 000 de elevi. 451 dintre școli sunt școli primare (elementare), 102 sunt școli secundare (gimazii și licee), iar 5 sunt școli de zi pentru adulți. TDSB are 16 școli primare alternative și 20 de școli secundare alternative. TDSB are un personal de aproximativ 31 000 de cadre permanente și 8000 temporare, personal care cuprinde 10 000 de învățători și 5800 de profesori.